# Зорин, Андрей Никитич
Андрей Никитич Зорин (23 августа 1933 года, с. Мишурин Рог — 11 мая 2003 года, г. Днепропетровск) — советский учёный. Доктор технических наук (1974), профессор. Академик Академии инженерных наук Украины и Российской академии естественных наук. Лауреат Государственной премии Украины в области науки и техники.
Автор более 140 изобретений, 20 монографий, 300 научных работ.

## Биография
Родился в многодетной крестьянской семье. После возвращения отца с ВОВ семья переехала в Днепропетровск.
Окончил Днепропетровский горный институт, инженер-маркшейдер. Науч. рук-ль — Федор Абрамов.
В 1960-х годах перешёл на работу в Днепропетровский Институт геотехнической механики.
Был женат, дочери Ольга и Марина.
Умер 11 мая 2003 года в г. Днепропетровске. Похоронен на Запорожском кладбище.

## Награды и звания
Лауреат премии им. О. М. Динника НАН Украины, отмечен грамотами Верховной Рады и Президиума Академии наук Украины. Удостоен «Шахтерской славы» I, II, III степени; медали «За доблестный труд», бронзовой медали «За достигнутые успехи в развитии народного хозяйства СССР», медали «За заслуги в деле изобретательства», медали Петра I, медали «За развитие медицины и здравоохранения» и другие.